# Дикун, Георгий Васильевич
Георгий Васильевич Дикун (1915—1994) — советский офицер-танкист, участник Великой Отечественной войны, Герой Советского Союза (24.03.1945). Полковник.

## Биография
Родился 25 мая 1915 года в Полтаве (по другим данным — в селе Жуковка Полтавской губернии, ныне Згуровский район Киевской области) в семье железнодорожников. Отец — солдат царской армии — погиб на фронте. Учился в полтавской средней школе № 1, которую окончил в 1931 году. Затем учился в школе ФЗО при заводе № 11 «Металл» (ныне Полтавский турбомеханический завод), её окончил в 1932 году. Как один из лучших выпускников, был оставлен в этой же школе инструктором, а с мая 1934 года работал токарем на заводе № 11.
В Красной армии с июня 1937 года. Направлен в танковые войска. Окончил школу младших командиров 25-го отдельного танкового батальона Киевского военного округа (Полтава) в декабре 1937 года и служил командиром танка в этом батальоне, но вскоре его направили учиться вновь. В августе 1938 года окончил курсы младших лейтенантов при 25-й Краснознамённой Чапаевской стрелковой дивизии Харьковского военного округа. С августа 1938 года служил на Дальнем Востоке: командир танкового взвода 21-го отдельного танкового батальона 21-й стрелковой дивизии, с сентября 1938 — командир взвода 117-го разведывательного батальона 1-й отдельной Краснознамённой армии, с декабря 1940 — командир взвода 120-го танкового полка 28-й танковой бригады (г. Биробиджан).
Вскоре после начала Великой Отечественной войны был переведён командиром взвода в 120-й танковый полк 60-й танковой дивизии, которая формировалась в Биробиджане. В октябре 1941 года дивизия была переброшена на Ленинградский фронт, где в первых числах ноября 1941 года Георгий Дикун и принял боевое крещение в ходе Тихвинской оборонительной операции. С конца ноября воевал на Северо-Западном фронте заместителем командира роты тяжёлых танков в том же полку и в той же дивизии. В марте 1942 года дивизия была расформирована и на её базе создана 60-я танковая бригада, в которой Г. Дикун стал офицером связи в штабе бригады, в июне 1942 года назначен заместителем командира батальона. В октябре 1942 года вступил в ВКП(б). В декабре 1942 года был тяжело ранен и эвакуирован в эвакогоспиталь в Казань.
После выздоровления в марте 1943 года перспективного боевого командира направили учиться, и в июле 1943 года он окончил Ленинградскую бронетанковую школу. С июля 1943 по декабрь 1944 года — заместитель командира 420-го танкового батальона, затем командир танкового батальона 103-й танковой бригады 3-го танкового корпуса 2-й танковой армии на Центральном, 1-м Украинском и 2-м Украинском фронтах. В этой бригаде прошёл Орловскую фронтовую, Черниговско-Припятскую фронтовую (составная часть битвы за Днепр), Корсунь-Шевченковскую фронтовую и Уманско-Ботошанскую фронтовую наступательные операции. Летом 1944 года в составе бригады участвовал в Люблин-Брестской наступательной операции 1-го Белорусского фронта. За неполные полтора года боёв в составе бригады награждён тремя боевыми орденами. Был ранен в одном из боёв 1943 года, но остался в строю.
С января по март 1945 года гвардии майор Г. В. Дикун — командир 16-го отдельного гвардейского ордена Александра Невского мотоциклетного батальона 2-й гвардейской танковой армии 1-го Белорусского фронта. Только успев принять этот батальон, совершил во главе его выдающийся подвиг во время Висло-Одерской наступательной операции. 22—23 января 1945 года разведотряд под командованием гвардии майора Дикуна в составе шести танков, четырёх бронетранспортёров и пятнадцати мотоциклов получил задание захватить переправу в районе города Накель на территории Польши и разведать расположение и численность противника. Внезапным ударом разведчики захватили Накель. Первыми на улицы ворвались танки, за ними шли бронетранспортёры. Смелый штурм застал части вермахта врасплох. В результате боя было уничтожено 300 немецких солдат и офицеров. Утром разведгруппу контратаковали значительные силы врага — в жестоком бою группа удержала плацдарм на западном берегу реки Натце и мосты через неё до подхода главных сил.
Получив новое задание, разведгруппа покинула город с задачей овладеть населённым пунктом Мротшен. Снова марш-бросок в сорок километров. На марше во время авианалета бойцы из крупнокалиберного пулемёта сбили вражеский самолёт и захватили в плен двух лётчиков. 23 января ими с ходу был захвачен город Мротшен, где освобождены из концлагеря более 200 советских военнопленных. Разведгруппа действовала в тылу врага смело и решительно. После захвата города Шнейдемюля гвардии майор Дикун, несмотря на тяжелую обстановку и ранение, сумел прорвать вражеское кольцо. 26 января разведчики соединились с наступающими частями. Рейд продолжался пять дней. За это время разведчики с боями прошли по тылам врага двухсоткилометровый путь, уничтожили около 1200 солдат и офицеров противника, обоз, 12 орудий, шесть автомашин и много другой техники, был даже сбит 1 самолёт. Как оказалось, противником отряда Г. В. Дикуна в этом бою стала 15-я латышская добровольческая пехотная дивизия СС, командир которой оберфюрер Обвурцер был убит 26 января, а его адъютант с рабочей картой командира дивизии и другими ценными документами захвачен в плен.
Указом Президиума Верховного Совета СССР от 24 марта 1945 года за образцовое выполнение заданий командования на фронте борьбы с немецкими захватчиками и проявленные при этом отвагу и геройство гвардии майору Дикуну Григорию Васильевичу присвоено звание Героя Советского Союза с вручением ордена Ленина и медали Золотая Звезда.
Столь же отважно командовал батальоном в ходе Восточно-Померанской наступательной операции, исправно снабжая штаб армии нужными данными о противнике. Его мотоциклисты 4 марта 1945 года освободили город Дебер.
С марта 1945 года гвардии майор Г. В. Дикун исполнял должность командира 5-го отдельного гвардейского мотоциклетного полка 2-й гвардейской танковой армии. Геройски действовал в ходе Берлинской наступательной операции и при штурме Берлина. Там и встретил Победу. За годы войны пять раз был ранен.
После Победы остался в Вооружённых Силах СССР. Командовал тем же полком, переданным в состав Группы советских оккупационных войск в Германии, до сентября 1946 года. Затем по январь 1947 года служил заместителем командира 66-го танкового полка в той же армии в Германии. Оттуда убыл на учёбу и в 1949 год окончил Высшую офицерскую бронетанковую школу в Ленинграде.
С марта 1948 — старший офицер отдела оперативной и боевой подготовки Управления бронетанковых войск Закавказского военного округа. С октября 1950 года — командир батальона Ташкентского танкового военного училища имени И. В. Сталина. С ноября 1953 года — командир танкового полка в Туркестанском военном округе. В те же годы избирался депутатом Ташкентского областного совета депутатов трудящихся. В июне 1958 года полковник Г. В. Дикун уволен в запас по болезни.
После увольнения из рядов Вооружённых Сил жил в Горьком. Работал на Горьковском молочном комбинате: начальник гаража, инженер по технике безопасности и охране труда, освобождённый председатель заводского комитета профсоюза, инженер-технолог, секретарь партийного бюро, начальник отдела снабжения, старший инженер по техническому обучению, начальник смены. В 1974 году вышел на пенсию.
Умер 27 марта 1994 года. Похоронен в Нижнем Новгороде на Бугровском (Красном) кладбище (10 кв.).

## Награды
- Герой Советского Союза (24.03.1945)
- Орден Ленина (24.03.1945)
- Три ордена Красного Знамени (3.10.1943, 20.08.1944, 31.03.1945)
- Орден Александра Невского (30.05.1945)
- Два ордена Отечественной войны 1-й степени (1.04.1944, 11.03.1985)
- Орден Красной Звезды (30.04.1954)
- Медаль «За боевые заслуги» (6.11.1947)
- Медаль «За взятие Берлина» (9.06.1945)
- Медаль «За освобождение Варшавы» (9.06.1945)
- Ряд других медалей СССР

## Память
- На доме, в котором Григорий Васильевич прожил последние годы жизни, по улице Лопатина, 3 в Нижнем Новгороде в честь Героя установлена мемориальная доска с надписью «В этом доме с 1986 по 1994 год жил участник Великой Отечественной войны, Герой Советского Союза, танкист, полковник Дикун Георгий Васильевич»[12].
- В 2019 году на территории 3-й отдельной гвардейской бригады специального назначения Центрального военного округа ВС РФ в Тольятти открыт бюст Героя[13].
- Память о прославленном однополчанине хранили В 54-м отдельном гвардейском разведывательном батальоне 8-го армейского корпуса[14] Вооружённых Сил Украины[15].